# Wereldkampioenschap voetbal 2014 (Groep A) Brazilië - Kroatië
Dit artikel gaat over de wedstrijd in de groepsfase in groep A tussen Brazilië en Kroatië die gespeeld werd op donderdag 12 juni 2014 tijdens het wereldkampioenschap voetbal 2014. Het duel was de openingswedstrijd van het toernooi.

## Voorafgaand aan de wedstrijd
- Brazilië staat bij aanvang van het toernooi op de derde plaats van de FIFA-wereldranglijst. In juni 2013 bereikte het een dieptepunt op deze lijst met een tweeëntwintigste positie, maar door het winnen van de FIFA Confederations Cup – door in de finale Spanje met 3–0 te verslaan – steeg het flink: dertien plaatsen naar de negende positie. De notering binnen de top 10 werd gehandhaafd en in het begin van 2014 steeg het Braziliaans elftal door naar de vierde positie. In juni werd Portugal gepasseerd.[1] Daarmee is het tevens het hoogst genoteerde land dat is aangesloten bij de CONMEBOL.
- Kroatië staat bij aanvang van het toernooi op de 18e plaats van de FIFA-wereldranglijst. Kroatië had, in tegenstelling tot de Brazilianen, een grote opmars op de ranglijst in 2013. In juni stond het op de vierde plaats, na in november 2012 de top 10 binnen te zijn gekomen. In juli daalde het vier plaatsen en de daling stopte niet, met als dieptepunt april 2014, toen Kroatië naar de twintigste plaats was gedaald.[2] Daarmee is het het dertiende land op de zonale ranglijst.
- De confrontatie tussen de nationale elftallen van Brazilië en Kroatië vond tweemaal eerder plaats. Ze ontmoetten elkaar voor het eerst op 17 augustus 2005 in het Poljudstadion in het Kroatische Split voor een vriendschappelijke wedstrijd. Door twee doelpunten in de eerste helft eindigde het duel in een 1–1 gelijkspel. Op het wereldkampioenschap voetbal 2006 in Duitsland troffen de landen elkaar op 13 juni opnieuw. Het duel, dat plaatsvond in de groepsfase van het toernooi, eindigde in een overwinning voor de Brazilianen. Kaká maakte vlak voor rust het enige doelpunt. Statistisch gezien, door het geringe verschil in doelpunten, is er derhalve geen favoriet aan te wijzen.[3]
- Het duel vindt plaats in het Arena de São Paulo in São Paulo. De bouw van dit stadion verliep problematisch en was een maand voor aanvang van dit duel nog niet gereed. Ook de luchthaven São Paulo Guarulhos was nog niet klaar voor het ontvangen van supporters; begin mei werd de bouw van een nieuwe terminal neergelegd, omdat de autoriteiten de bouwplaats kwalificeerden als onveilig.[4] 18 april was de deadline voor gereedheid van het stadion, maar bleek onhaalbaar. 18 mei werd vervolgens als nieuwe datum gesteld.[5] Jérôme Valcke, secretaris-generaal van de FIFA, zei dat het stadion net op tijd klaar zou zijn voor deze wedstrijd.[6]
- Paus Franciscus schrijft een boodschap tegen racisme, dat door een Braziliaanse speler vlak voor het begin van het duel zal worden voorgelezen. Hij zou door de Braziliaanse presidente Dilma Rousseff zijn uitgenodigd om het zelf voor te dragen, maar de invitatie zou door hem zijn afgewezen.[7]
- Het Braziliaans elftal kende voor dit duel geen afzeggingen van spelers door schorsingen en blessures. Kroatië zou het moeten stellen zonder sterspeler Mario Mandžukić, die in de laatste kwalificatiewedstrijd tegen IJsland in de 38e minuut een rode kaart ontving van scheidsrechter Björn Kuipers na een overtreding op Jóhann Berg Guðmundsson en derhalve voor één wedstrijd geschorst werd.[8] Door een blessure aan zijn linkerenkel leek Danijel Pranjić de openingswedstrijd te moeten missen. In tegenstelling tot de verwachtingen kon hij wel mee naar Brazilië en werd vastgesteld dat hij zeker van deelname zou zijn aan de laatste twee groepswedstrijden. Het openingsduel leek echter te vroeg te komen.[9]
- In de week voorafgaand aan het openingsduel werd veelvuldig geprotesteerd tegen het wereldkampioenschap, belastingen en onderbetaling door de overheid. De metro van São Paulo zal naar verwachting de meeste supporters naar het stadion vervoeren voor het duel; het metropersoneel ging vanaf 6 juni in felle demonstratie en legde zijn werk neer. Dreigementen met boetes en ontslagen werden genegeerd door de werknemers. De protesten leidden tot confrontaties tussen demonstranten en oproerpolitie, waarbij onder meer traangasgranaten werden ingezet en meerdere gewonden vielen. Meer dan de helft van de metrostations in São Paulo werden afgesloten en vergrendeld. De Braziliaanse Minister van Justitie riep het personeel in het openbaar vervoer "omwille van de nationale trots" zijn acties te beëindigen.[10][11][12] De demonstraties werden op 10 juni opgeschort door het metropersoneel. De werknemers dreigden op de dag van het openingsduel opnieuw het werk neer te leggen wanneer hun werkgever niet zou toegeven aan de eis van ruim twaalf procent loonsverhoging.[13]
- Op 10 juni maakte de FIFA bekend dat de Japanner Yuichi Nishimura de openingswedstrijd zou leiden, geassisteerd door zijn landgenoten Toru Sagara en Toshiyuki Nagi. De vierde official is de Iraniër Alireza Faghani.[14] Nishimura werd eenmaal eerder aangesteld als scheidsrechter bij een interland van Brazilië: hij was de arbiter bij de kwartfinale van het wereldkampioenschap voetbal 2010 tussen Brazilië en Nederland (1–2). Een wedstrijd van Kroatië floot hij niet eerder in zijn carrière.[15]

## Wedstrijdgegevens
| Datum                | 12 juni 2014                  | 12 juni 2014                  |
| Wedstrijdnummer      | 1                             | 1                             |
| Stadion              | Arena de São Paulo, São Paulo | Arena de São Paulo, São Paulo |
| Toeschouwers         | 62.103                        | 62.103                        |
| Scheidsrechter       | Yuichi Nishimura              | Yuichi Nishimura              |
| Assistenten          | Toru Sagara Toshiyuki Nagi    | Toru Sagara Toshiyuki Nagi    |
| Vierde official      | Alireza Faghani               | Alireza Faghani               |
| Man van de wedstrijd | Neymar                        | Neymar                        |
|                      | Brazilië                      | Kroatië                       |
| Doelpunten           | 3                             | 1                             |
| Gele kaarten         | 2                             | 2                             |
| Rode kaarten         | 0                             | 0                             |
| Wissels              | 3                             | 2                             |
| Schoten op doel      | 9                             | 4                             |
| Schoten naast doel   | 5                             | 6                             |
| Overtredingen        | 5                             | 21                            |
| Hoekschoppen         | 7                             | 3                             |
| Buitenspel           | 1                             | 0                             |
| Vrije trappen        | 2                             | 2                             |
| Balbezit (tijd)      | 31                            | 22                            |
| Balbezit (%)         | 58                            | 42                            |

| Brazilië | 3 – 1           | Kroatië |
| Neymar 29' (Oscar) Neymar 71' (pen.) Oscar 90'                                                                  | goals (assists) | 11' (e.d.) Marcelo |
| Luiz Felipe Scolari                                                                                             | bondscoach      | Niko Kovač |
| Júlio César Dani Alves Thiago Silva David Luiz Marcelo Paulinho 63' Luiz Gustavo Hulk 68' Oscar Neymar 88' Fred | opstellingen    | Stipe Pletikosa Darijo Srna Vedran Ćorluka Dejan Lovren Šime Vrsaljko Ivan Rakitić Luka Modrić Ivan Perišić 61' Mateo Kovačić Ivica Olić 78' Nikica Jelavić |
| Hernanes 63' Bernard 68' Ramires 88'                                                                            | wissels         | 61' Marcelo Brozović 78' Ante Rebić |
| Neymar 27' Luiz Gustavo 88'                                                                                     | gele kaarten    | 65' Vedran Ćorluka 69' Dejan Lovren |
| | rode kaarten    | |

## Wedstrijden
| Groepswedstrijden      |                       |                         |                       |                         |                        |                        |                         |
| Groep A                | Groep B               | Groep C                 | Groep D               | Groep E                 | Groep F                | Groep G                | Groep H                 |
| Brazilië – Kroatië     | Spanje – Nederland    | Colombia - Griekenland  | Uruguay – Costa Rica  | Zwitserland – Ecuador   | Argentinië – Bosnië    | Duitsland – Portugal   | België – Algerije       |
| Mexico – Kameroen      | Chili – Australië     | Ivoorkust – Japan       | Engeland – Italië     | Frankrijk – Honduras    | Iran – Nigeria         | Ghana – U.S.A.         | Rusland – Zuid-Korea    |
| Kameroen – Kroatië     | Australië – Nederland | Japan – Griekenland     | Italië – Costa Rica   | Honduras – Ecuador      | Nigeria – Bosnië       | U.S.A. – Portugal      | Zuid-Korea – Algerije   |
| Brazilië – Mexico      | Spanje – Chili        | Colombia – Ivoorkust    | Uruguay – Engeland    | Zwitserland – Frankrijk | Argentinië – Iran      | Duitsland – Ghana      | België – Rusland        |
| Kameroen – Brazilië    | Australië – Spanje    | Japan – Colombia        | Italië – Uruguay      | Honduras – Zwitserland  | Nigeria – Argentinië   | U.S.A. – Duitsland     | Zuid-Korea – België     |
| Kroatië – Mexico       | Nederland – Chili     | Griekenland – Ivoorkust | Costa Rica – Engeland | Ecuador – Frankrijk     | Bosnië – Iran          | Portugal – Ghana       | Algerije – Rusland      |
| Achtste finales        |                       |                         |                       |                         |                        |                        |                         |
| Brazilië Chili         | Colombia Uruguay      | Frankrijk Nigeria       | Duitsland Algerije    | Nederland Mexico        | Costa Rica Griekenland | Argentinië Zwitserland | België Verenigde Staten |
| Kwartfinales           |                       |                         |                       |                         |                        |                        |                         |
| Brazilië – Colombia    | Brazilië – Colombia   | Frankrijk – Duitsland   | Frankrijk – Duitsland | Nederland – Costa Rica  | Nederland – Costa Rica | Argentinië – België    | Argentinië – België     |
| Halve finales          |                       |                         |                       |                         |                        |                        |                         |
| Brazilië – Duitsland   | Brazilië – Duitsland  | Brazilië – Duitsland    | Brazilië – Duitsland  | Nederland – Argentinië  | Nederland – Argentinië | Nederland – Argentinië | Nederland – Argentinië  |
| Troostfinale           |                       |                         |                       |                         |                        |                        |                         |
| Brazilië – Nederland   |                       |                         |                       |                         |                        |                        |                         |
| Finale                 |                       |                         |                       |                         |                        |                        |                         |
| Duitsland – Argentinië |                       |                         |                       |                         |                        |                        |                         |

A-internationals · Selecties · CBF · Braziliaans vrouwenelftal · Olympisch elftal · Bondscoaches
1910 – 1919 · 
1920 – 1929 · 
1930 – 1939 · 
1940 – 1949 · 
1950 – 1959 · 
1960 – 1969 · 
1970 – 1979 · 
1980 – 1989 · 
1990 – 1999 · 
2000 – 2009 · 
2010 – 2019 · 
2020 – 2029
WK 1930 · 
WK 1934 · 
WK 1938 · 
WK 1950 · 
WK 1954 · 
WK 1958 · 
WK 1962 · 
WK 1966 · 
WK 1970 · 
WK 1974 · 
WK 1978 · 
WK 1982 · 
WK 1986 · 
WK 1990 · 
WK 1994 · 
WK 1998 · 
WK 2002 · 
WK 2006 · 
WK 2010 · 
WK 2014 · 
WK 2018 · 
WK 2022
OS 1952 · 
OS 1960 · 
OS 1964 · 
OS 1968 · 
OS 1972 · 
OS 1976 · 
OS 1984 · 
OS 1988 · 
OS 1996 · 
OS 2000 · 
OS 2008 · 
OS 2012 · 
OS 2016 · 
OS 2020
1914 · 
1915 · 
1916 · 
1917 · 
1918 · 
1919 · 
1920 · 
1921 · 
1922 · 
1923 · 
1924 · 
1925 · 
1926 · 
1927 · 
1928 · 
1929 · 
1930 · 
1931 · 
1932 · 
1933 · 
1934 · 
1935 · 
1936 · 
1937 · 
1938 · 
1939 · 
1940 · 
1941 · 
1942 · 
1943 · 
1944 · 
1945 · 
1946 · 
1947 · 
1948 · 
1949 · 
1950 · 
1951 · 
1952 · 
1953 · 
1954 · 
1955 · 
1956 · 
1957 · 
1958 · 
1959 · 
1960 · 
1961 · 
1962 · 
1963 · 
1964 · 
1965 · 
1966 · 
1967 · 
1968 · 
1969 · 
1970 · 
1971 · 
1972 · 
1973 · 
1974 · 
1975 · 
1976 · 
1977 · 
1978 · 
1979 · 
1980 · 
1981 · 
1982 · 
1983 · 
1984 · 
1985 · 
1986 · 
1987 · 
1988 · 
1989 · 
1990 · 
1991 · 
1992 · 
1993 · 
1994 · 
1995 · 
1996 · 
1997 · 
1998 · 
1999 · 
2000 · 
2001 · 
2002 · 
2003 · 
2004 · 
2005 · 
2006 · 
2007 · 
2008 · 
2009 · 
2010 · 
2011 · 
2012 · 
2013 · 
2014 · 
2015 · 
2016 · 
2017 · 
2018 ·
2019 ·
2020 ·
2021
Algerije ·
Andorra ·
Argentinië ·
Australië ·
België ·
Bolivia ·
Bosnië en Herzegovina ·
Bulgarije ·
Canada ·
Chili ·
China ·
Colombia ·
Congo-Kinshasa ·
Costa Rica ·
Denemarken ·
DDR ·
Duitsland ·
Ecuador ·
Egypte ·
El Salvador ·
Engeland ·
Estland ·
Finland ·
Frankrijk ·
Gabon ·
Ghana ·
Griekenland ·
Guatemala ·
Guinee ·
Haïti ·
Honduras ·
Hongarije ·
Hongkong ·
Ierland ·
IJsland ·
Irak ·
Iran ·
Israël ·
Italië ·
Ivoorkust ·
Jamaica ·
Japan ·
Joegoslavië ·
Kameroen ·
Kroatië ·
Letland ·
Litouwen ·
Luxemburg ·
Maleisië ·
Marokko ·
Mexico ·
Nederland ·
Nieuw-Zeeland ·
Nigeria ·
Noord-Ierland ·
Noord-Korea ·
Noorwegen ·
Oekraïne ·
Oman ·
Oostenrijk ·
Panama ·
Paraguay ·
Peru ·
Polen ·
Portugal ·
Qatar .
Roemenië ·
Rusland ·
Saoedi-Arabië ·
Senegal ·
Servië ·
Schotland ·
Slowakije ·
Sovjet-Unie ·
Spanje ·
Tanzania ·
Thailand ·
Tsjechië ·
Tsjecho-Slowakije ·
Tunesië ·
Turkije ·
Uruguay ·
Venezuela ·
Verenigde Arabische Emiraten ·
Verenigde Staten ·
Wales ·
Zambia ·
Zimbabwe ·
Zuid-Afrika ·
Zuid-Korea ·
Zweden ·
Zwitserland
Argentinië (1982) ·
Argentinië (2005) ·
Australië (1997) ·
Australië (2006) ·
België (2018) ·
Chili (2014) ·
China (2002) ·
Colombia (2014) ·
Costa Rica (2018) ·
Duitsland (2002) ·
Duitsland (2014) ·
Frankrijk (1998) ·
Frankrijk (2006) ·
Ghana (2006) ·
Hongarije (1954) ·
Italië (1970) ·
Italië (1982) ·
Italië (1994) ·
Japan (2006) ·
Kameroen (2014) ·
Kameroen (2022) ·
Kroatië (2006) ·
Kroatië (2014) ·
Kroatië (2022) ·
Mexico (1999) ·
Mexico (2014) ·
Mexico (2018) ·
Nederland (2014) ·
Portugal (2010) ·
Servië (2018) ·
Spanje (2013) ·
Tsjecho-Slowakije (1962, 2) ·
Turkije (2002, 1) ·
Uruguay (1950) ·
Verenigde Staten (2009, 2) ·
Zweden (1958) ·
Zwitserland (2018)
HNS · A-internationals · Selecties · Bondscoaches · Statistieken · Kroatisch vrouwenelftal · Olympisch elftal · Kroatië U21 · Kroatië U20 · Kroatië U19 · Kroatië U18 · Kroatië U17 · Kroatië U16
1940 – 1956 ·
1990 – 1999 ·
2000 – 2009 ·
2010 – 2019 ·
2020 − 2029
EK's: 1996 · 
2000 · 
2004 · 
2008 · 
2012 · 
2016 · 
2020 · 
2024
WK's: 1998 · 
2002 · 
2006 · 
2010 · 
2014 · 
2018 · 
2022
1940 · 
1941 · 
1942 · 
1943 · 
1944 · 
1945–1955 · 
1956 · 
1957–1989 · 
1990 · 
1991 · 
1992 · 
1993 · 
1994 · 
1995 · 
1996 · 
1997 · 
1998 · 
1999 · 
2000 · 
2001 · 
2002 · 
2003 · 
2004 · 
2005 · 
2006 · 
2007 · 
2008 · 
2009 · 
2010 · 
2011 · 
2012 · 
2013 ·  
2014 · 
2015 · 
2016 · 
2017 · 
2018 ·
2019 ·
2020 ·
2021 ·
2022 ·
2023
Albanië ·
Andorra ·
Argentinië ·
Armenië ·
Australië ·
Azerbeidzjan · 
België ·
Bosnië en Herzegovina ·
Brazilië ·
Bulgarije ·
Canada ·
Chili ·
China ·
Cyprus ·
Denemarken ·
Duitsland ·
Ecuador ·
Egypte ·
Engeland ·
Estland ·
Finland ·
Frankrijk ·
Georgië ·
Gibraltar ·
Griekenland ·
Hongarije ·
Hongkong ·
Ierland ·
IJsland ·
Indonesië ·
Iran ·
Israël ·
Italië ·
Jamaica ·
Japan ·
Joegoslavië ·
Jordanië ·
Kameroen · 
Kazachstan ·
Kosovo ·
Letland ·
Litouwen ·
Liechtenstein ·
Mali ·
Malta ·
Marokko · 
Mexico ·
Moldavië ·
Nederland ·
Nigeria ·
Noord-Ierland ·
Noord-Macedonië ·
Noorwegen ·
Oekraïne ·
Oostenrijk ·
Peru ·
Polen ·
Portugal ·
Qatar ·
Roemenië ·
Rusland ·
San Marino ·
Saoedi-Arabië ·
Schotland ·
Senegal · 
Servië · 
Slovenië ·
Slowakije ·
Spanje ·
Tsjechië ·
Tunesië ·
Turkije ·
Wales ·
Wit-Rusland ·
Zuid-Korea ·
Zweden ·
Zwitserland
Argentinië (2018) ·
Argentinië (2022) ·
Australië (2006) ·
België (2022) ·
Brazilië (2006) ·
Brazilië (2014) ·
Brazilië (2022) ·
Denemarken (2018) ·
Duitsland (2008) ·
Engeland (2018) ·
Engeland (2021) ·
Frankrijk (2018) ·
Ierland (2012) ·
IJsland (2018) ·
Italië (2012) ·
Japan (2006) ·
Kameroen (2014) ·
Marokko (2022, 1) ·
Marokko (2022, 2) ·
Mexico (2014) ·
Nigeria (2018) ·
Oostenrijk (2008) ·
Polen (2008) ·
Rusland (2018) ·
Schotland (2021) ·
Spanje (2012) ·
Spanje (2021) ·
Tsjechië (2016) ·
Tsjechië (2021) ·
Turkije (2008) ·
Turkije (2016)